# Юзеф Ротблат
Юзеф Ротблат (пол. Józef Rotblat; 4 листопада 1908, Варшава — 31 серпня 2005, Лондон) — британський фізик польсько-єврейського походження. Єдиний науковець, який полишив Мангеттенський проєкт до бомбардування Хіросіми в 1945 році через етичні переконання. Створив миротворчий Пагуошський рух вчених, за що був нагороджений Нобелівською премією миру в 1995 році. Іноземний член академії наук України.

## Біографія
Навчався у Вільному університеті Польщі. Емігрував до Великої Британії через переслідування за єврейське походження. 1939 року разом із Джеймсом Чедвіком став працювати над проєктом атомної бомби у Ліверпульскому університеті. Пізніше брав участь у Мангеттенському проєкті. В 1944 році вийшов з проєкту та повернувся до Великої Британії. До 1949 був директором Центру ядерної фізики в Ліверпулі. Від 1950 до 1976 року був професором Лондонського університету та займався застосуванням радіоактивності для лікування раку.